# Jennifer Lee (Filmemacherin)

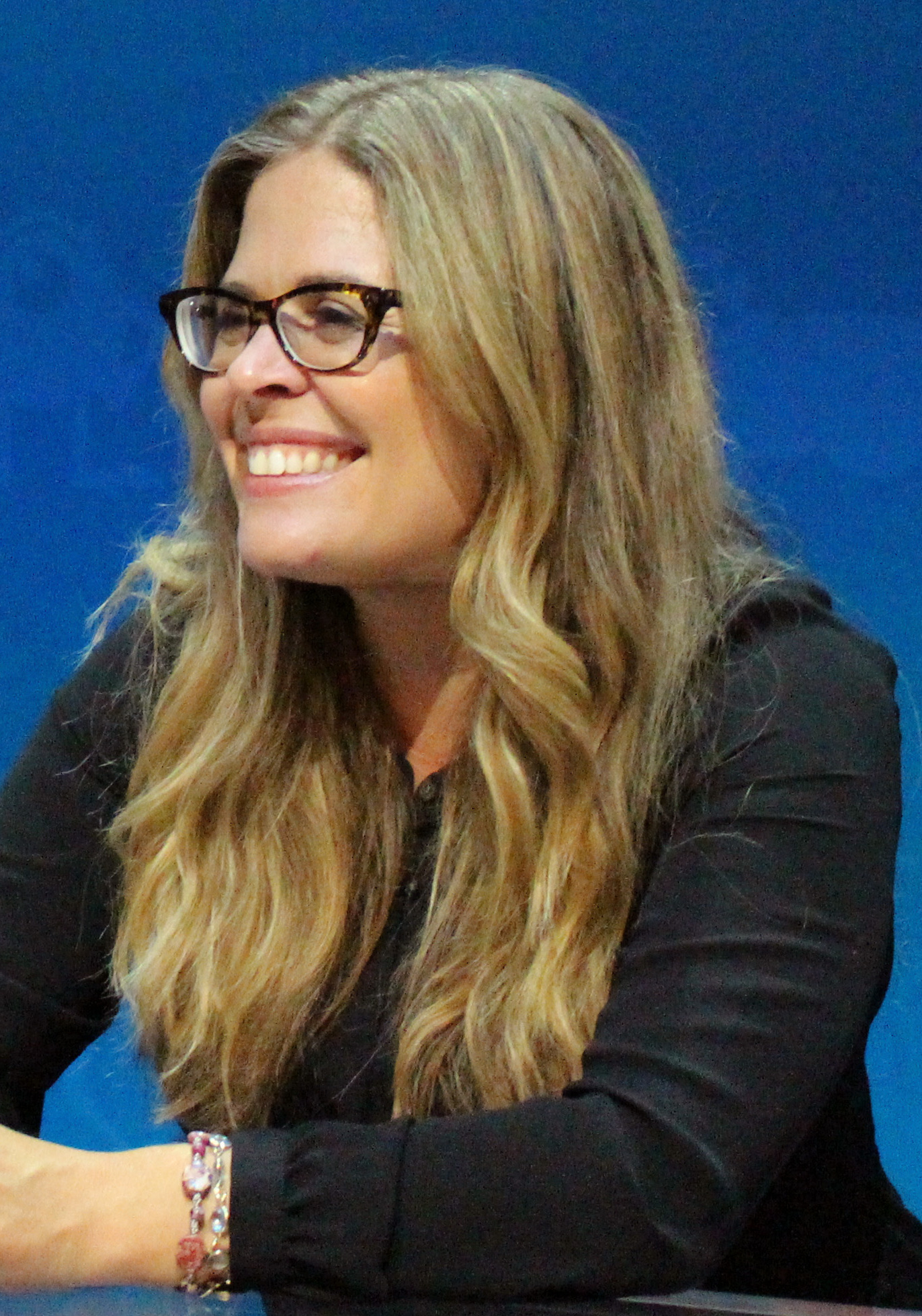
Jennifer Lee (2015)

Jennifer Lee (* 22. Oktober 1971 in East Providence, Rhode Island) ist eine US-amerikanische Regisseurin, Drehbuchautorin und Filmproduzentin. Von 2018 bis 2024 war sie künstlerische Leiterin der Walt Disney Animation Studios. Für den Animationsfilm Die Eiskönigin – Völlig unverfroren bekam sie 2014 den Oscar.

## Leben
In ihrer Jugend spielte Lee Flöte und war als Cheerleaderin aktiv. Sie begann ein Englisch-Studium an der Universität in New Hampshire, das sie mit einem Bachelor of Arts abschloss und ging anschließend nach New York, um dort als Grafikerin im Verlagswesen für Random House zu arbeiten. Doch nachdem Lees damaliger Freund 20-jährig gestorben war, wollte sie fortan ihre eigenen Geschichten erzählen und schrieb sich an der Columbia Film School ein, wo sie mit einem Master of Fine Arts abschloss. Während dieser Zeit gebar Lee ihre Tochter Agatha. An der Universität begegnete sie am ersten Tag Phil Johnston.
Lee und Johnston verfassten das Drehbuch zum Film Ralph reichts. Im November 2012 veröffentlichte Lee zusammen mit Maggie Malone und John Lasseter das Buch The Art of Wreck-It Ralph.
Mit ihrer Arbeit für Die Eiskönigin – Völlig unverfroren war Lee die erste Regisseurin eines Disney-Films. Sie übernahm im Film auch einige Sprechrollen. Ihre Tochter Agatha sang zusammen mit Kristen Bell und Katie Lopez das Stück Do You Want to Build a Snowman? ein. Gemeinsam mit Chris Buck und Peter Del Vecho wurde sie bei der Oscarverleihung 2014 mit dem Oscar für den besten animierten Spielfilm ausgezeichnet.
Am 30. Mai 1999 heiratete Lee Robert Joseph Monn in Rhode Island, mit dem sie eine Tochter hat. Laut einem Bericht von 2013 lebt sie mit ihrer Familie in San Fernando Valley. Im August 2021 heiratete sie den Schauspieler Alfred Molina.

## Filmografie (Auswahl)

### Als Regisseurin und Drehbuchautorin
- 2013: Die Eiskönigin – Völlig unverfroren (Frozen)
- 2015: Die Eiskönigin – Party-Fieber (Frozen Fever)
- 2019: Die Eiskönigin II (Frozen II)

### Als Drehbuchautorin
- 2012: Ralph reichts (Wreck-It Ralph)
- 2016: Zoomania (Story)
- 2018: Das Zeiträtsel (A Wrinkle in Time)
- 2023: Wish

### Als Produzentin
- 2004: A Thousand Words (Kurzfilm)

### Als Executive Producer
- 2017: Die Eiskönigin – Olaf taut auf (Olaf’s Frozen Adventure; Kurzfilm)
- 2018: Chaos im Netz (Ralph Breaks the Internet)
- 2021: Raya und der letzte Drache (Raya and the Last Dragon)
- 2021: Encanto
- 2022: Strange World
- 2023: Wish

## Auszeichnungen
- 2013: Annie Award: Auszeichnung in der Kategorie Bestes Drehbuch für einen Animationsfilm für Ralph reichts
- 2013: Annie Award: Nominierung in der Kategorie Beste Regie in einem Animationsfilm für Die Eiskönigin – Völlig unverfroren
- 2013: Annie Award: Nominierung in der Kategorie Bestes Drehbuch in einem Animationsfilm für Die Eiskönigin – Völlig unverfroren
- 2014: BAFTA Award: Auszeichnung in der Kategorie Bester animierter Spielfilm für Die Eiskönigin – Völlig unverfroren
- 2014: Oscar: Auszeichnung in der Kategorie Bester animierter Spielfilm für Die Eiskönigin – Völlig unverfroren